# Supercoppa belga 2023 (pallavolo femminile)
La Supercoppa belga 2023, 26ª edizione della Supercoppa nazionale di pallavolo femminile, si è svolta il 1º ottobre 2023: al torneo hanno partecipato due squadre di club belga e la vittoria finale è andata per la sesta volta, la seconda consecutiva, al VDK Gent.

## Formula
La formula ha previsto una gara unica.

## Squadre partecipanti
| Squadra     | Qualificazione                                     |
| ----------- | -------------------------------------------------- |
| Asterix Avo | Vincitrice Coppa del Belgio 2022-23/Liga A 2022-23 |
| VDK Gent    | Finalista Coppa del Belgio 2022-23                 |

## Torneo
| 1º ottobre 2023 Sporthal De Meerminnen, Beveren Durata: ? - Spettatori: ? | Asterix Avo | 2 - 3 | VDK Gent | 25-17, 25-21, 21-25, 16-25, 14-16 |